# Psychotria munda
Psychotria munda är en måreväxtart som beskrevs av Paul Carpenter Standley. Psychotria munda ingår i släktet Psychotria och familjen måreväxter. Inga underarter finns listade i Catalogue of Life.